# Sverker II van Zweden
Sverker II, ook Sverker Karlsson de Jongere (?, ca. 1160 - slag bij Gestilren, 17 juli 1210) was van 1196 tot 1208 Koning van Zweden.

## Levensloop
Sverkers ouders waren Koning Karel VII Sverkersson en Christina Stigsdatter van Hvide.
Sverker was eerst getrouwd met Benedicta Ebbesdotter en zij hadden drie dochters en één zoon. Zijn zoon Johan Sverkersson uit zijn tweede huwelijk met Ingegärd Birgersdotter (Bjälbo) werd in 1216 koning.
Nadat zijn vader in 1167 op Visingsö (gelegen in het Vättermeer) door Knoet I Eriksson gedood werd, bracht men Sverker over naar Denemarken, waar hij bij de familie van zijn moeder opgroeide. Na de dood van Knoet I werd Sverker in 1196, dankzij de bemiddeling van schoonvader Jarl Birger Brosa, als koning gekozen. Knoets eigen kinderen waren zelf nog minderjarig. Sverker bedreef een kerkvriendelijke politiek. Zijn privilege-brief voor de Kerk en de Aartsbisschop Valerius is het oudste bekende Kerkenprivilege in Zweden.
Omstreeks 1203 leefde Sverker zozeer in onmin met de vier zonen van Knoet I uit het Huis Erik dat zij naar Noorwegen uitweken. Van daaruit maakten ze onophoudelijk Sverkers positie betwistbaar. In 1205 kwamen ze met wapengeweld terug, wat tot de Slag bij Ålgarås leidde. In deze slag vielen drie van Sverkers tegenstanders. De enige die overleefde was Erik (X) Knutsson. Hij keerde terug in 1208 met Noorse ondersteuning en overwon in de Slag bij Lena Sverker met zijn getrouwen, aangevoerd door Ebbe Sunesson, Sverkers eerste schoonvader. Door deze nederlaag verloor Sverker zijn koningskroon aan Erik (X) Knutsson. Hij vluchtte daaropvolgend naar Denemarken. Een bemiddelingsverzoek van Paus Innocentius III ten gunste van Sverker mislukte. Bij een poging in 1210 om de kroon terug te winnen werd hij door Erik X verslagen in de Slag bij Gestilren en sneuvelde hierbij.